# SSC Tuatara
La Tuatara (terme maori du nom d'un reptile de Nouvelle-Zélande) est une supercar conçue par le constructeur américain SSC North America (anciennement Shelby Super Cars) à partir de 2021, pour succéder à la SSC Ultimate Aero. Elle devait sortir en 2012, mais le projet fut abandonné par la marque, puis relancé en 2018 par Jerod Shelby.

## Présentation
La Tuatara est annoncée en 2011 pour remplacer l'Aero, voiture la plus rapide au monde en 2007. Elle reçoit alors un V8 bi-turbo de 5,9 L de cylindrée développé en interne développant 1 350 ch et 1 733 N m de couple, accouplé à une boîte de vitesses robotisée à sept rapports.
Après l'abandon du projet et sept ans d'absence, le constructeur, toujours dirigé par Jerod Shelby, présente la SSC Tuatara de pré-série au Pebble Beach Concours d'Elegance en août 2018.
Le premier modèle de série de la SSC Tuatara est présenté au salon de Philadelphie le 8 février 2020 avec un nouveau moteur développé par Nelson Racing Engines basé en Californie du Sud.
Elle est dessinée par Jason Castriota, ancien designer de Pininfarina et Saab, qui a supervisé les Ferrari P4/5 by Pininfarina, Maserati GranTurismo et Ferrari 599 GTB Fiorano, et elle est produite à cent exemplaires à West Richland dans l'État de Washington.
Le châssis 001/100 est livré dans une teinte noire aux liserés rouges au Dr Lawrence Caplin (Larry Caplin), fondateur de la Dentrust Optimized Care Solutions, qui possède aussi une SSC Ultimate Aero.

## Caractéristiques techniques
La SSC Tuatara est chaussée de pneus Michelin Pilot Sport Cup 2 245/35YR20 à l’avant et 345/30YR20 à l’arrière.

### Motorisation
La Tuatara est motorisée par un V8 biturbo de 5,9 L développant 1 350 ch lorsqu'il est alimenté à l'essence et 1 750 ch lorsqu'il fonctionne à l'éthanol. Ce gain de puissance s'explique par la surconsommation lorsque le moteur est alimenté avec de l'E85. La vaporisation de l'E85 dans le moteur permet de refroidir la chambre de combustion, donc de réduire les risques de cliquetis et d'augmenter l'avance à allumage. Il est accouplé à une boîte de vitesses automatique CIMA à sept rapports.

## Séries spéciales
- Striker[8]
  - V8 biturbo 1750 ch, 100 exemplaires.
- Aggressor
  - V8 biturbo 2200 ch, 10 exemplaires.

## Record de vitesse
Le 10 octobre 2020, la SSC Tuatara bat le record de vitesse détenu par la Bugatti Chiron, avec une vitesse de 508,7 km/h de moyenne sur un aller-retour, et 532,93 km/h en vitesse maximale,, aux mains du pilote britannique Oliver Webb. Le record est établi sur la même route, une portion de la route 160 à Pahrump dans l'État du Nevada aux États-Unis, où la Koenigsegg Agera RS a réalisé son record en 2017 avec 457,49 km/h.
Mais ce record est sérieusement remis en doute notamment par le youtubeur Shmee150 qui accuse l'auto de n'avoir atteint que 450 km/h. Le constructeur SSC se défend en affirmant que le record a été homologué par Dewetron qui s’est appuyé sur plus de quinze satellites. Mais celle-ci dément les propos en expliquant qu'« aucune personne de Dewetron n’était présente lors du test ou n’était associée aux préparations » et « que nous ne pouvons pas garantir la validité des données ». SSC décide alors de retenter sa chance, et après un essai infructueux, le record est établi à 455,3 km/h avec une pointe à 460,4 km/h. Cette fois-ci, SSC fait appel à la société spécialisée Racelogic pour mesurer et valider les vitesses. Par ailleurs, ce record n'est pas définitif puisqu'il a été réalisé sur une distance plus courte, le tarmac du Kennedy Space Center en Floride, au lieu d'une longue route en ligne droite du Nevada et que la voiture était pilotée par son propriétaire au lieu d'un pilote professionnel.

## Concept car
La SSC Tuatara est préfigurée par le concept car SSC Tuatara concept présenté au Pebble Beach Concours d'Elegance 2011.